# 유럽소나무밭쥐
유럽소나무밭쥐 또는 커먼소나무밭쥐(Microtus subterraneus)는 비단털쥐과에 속하는 설치류의 일종이다. 유럽 대부분 지역과 아시아 일부에서 발견된다. 흔하게 발견되는 종으로 널리 분포하며, 여러 서식지 유형에서 서식한다.